# Clypeaster eurychorius
Clypeaster eurychorius is een zee-egel uit de familie Clypeasteridae.
De wetenschappelijke naam van de soort werd in 1924 gepubliceerd door Hubert Lyman Clark.